# Pfarrhof (Pipinsried)

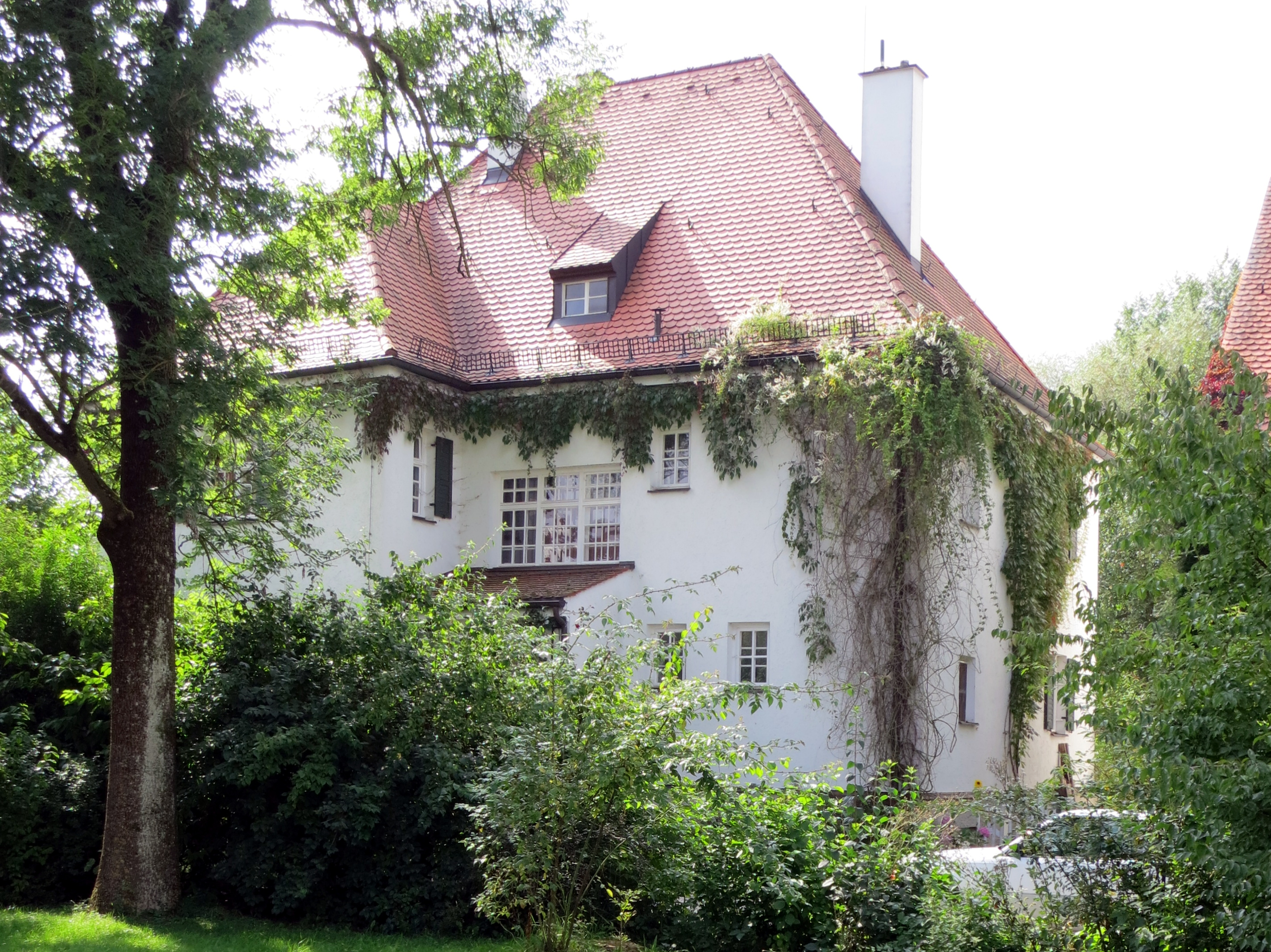
Pfarrhaus in Pipinsried

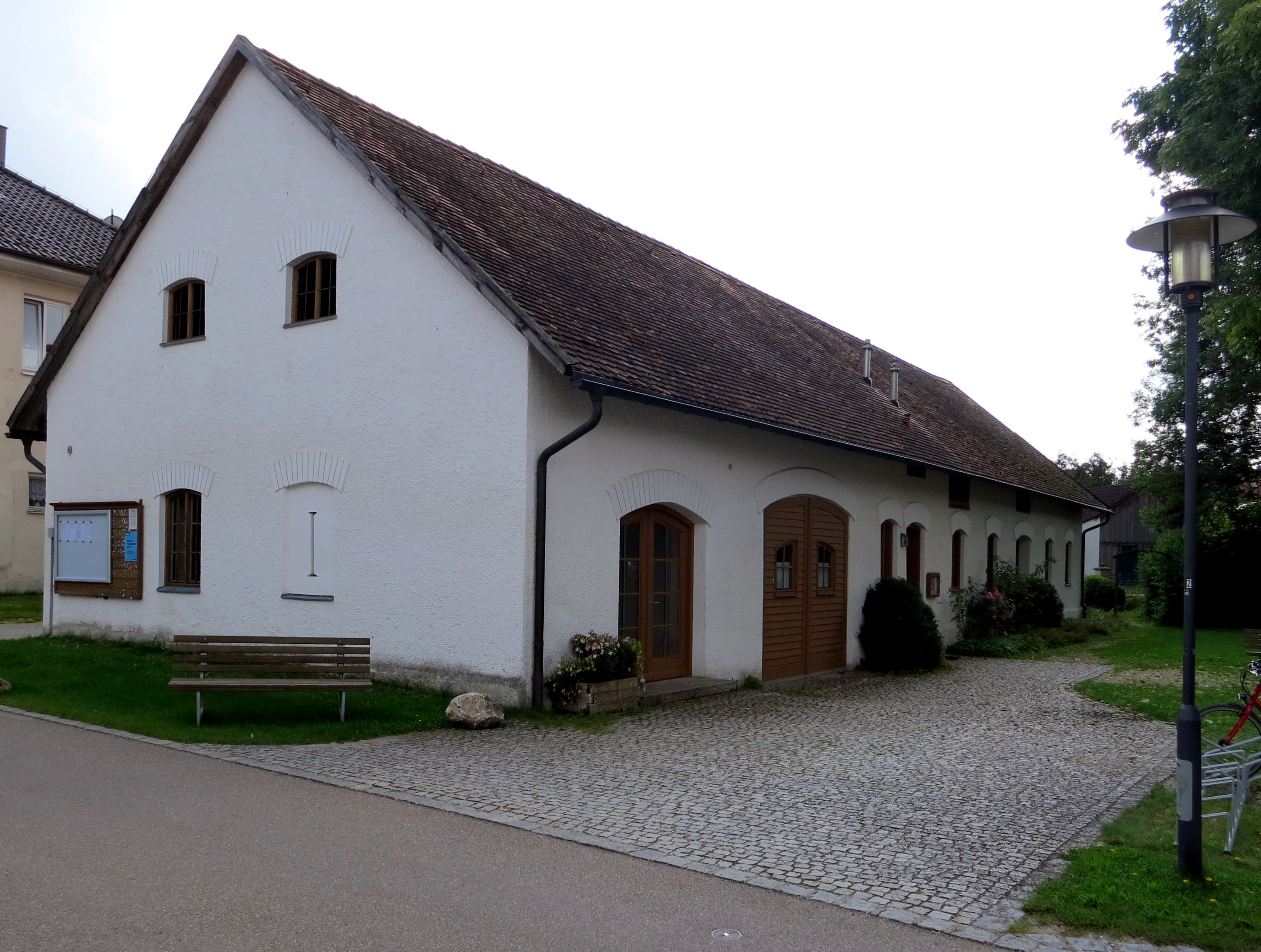
Ehemalige Remise, heute Pfarrsaal

Der katholische Pfarrhof in Pipinsried, einem Gemeindeteil von Altomünster im oberbayerischen Landkreis Dachau, wurde im 18./19. Jahrhundert errichtet. Der Pfarrhof an der Pfarrstraße 11 ist ein geschütztes Baudenkmal.
Der Pfarrhof besteht aus dem Pfarrhaus, einem zweigeschossigen Walmdachbau von 1911, sowie einem ehemaligen Pferdestall aus der zweiten Hälfte des 19. Jahrhunderts und einer Remise wohl aus dem 18. Jahrhundert.